# Dinodocus
Dinodocus là một chi khủng long, được Owen mô tả khoa học năm 1884.